# Пять глаз (альянс)
«Пять глаз» (англ. Five Eyes, FVEY) — разведывательный альянс, в который входят Австралия, Канада, Новая Зеландия, Великобритания и Соединённые Штаты Америки.
Эти государства являются участниками многостороннего соглашения UKUSA, как договора о совместном сотрудничестве в области радиоэлектронной разведки.

## История
Истоки создания FVEY можно проследить вплоть до окончания Второй мировой войны, когда союзники выпустили Атлантическую хартию, в которой излагались их цели в послевоенном мире. Во время «холодной войны» система наблюдения ECHELON первоначально была разработана FVEY и предназначалась для наблюдения за каналами связи в Советском Союзе и в странах Восточной Европы, а в настоящее время она используется для контроля за коммуникацией частных лиц по всему миру.
В конце 1990-х о существовании ECHELON стало известно общественности, что вызвало серьёзные дебаты в Европейском парламенте и, в меньшей степени, в Конгрессе США. В ходе «войны с террором» FVEY расширили свои возможности слежения, уделяя большое внимание мониторингу Всемирной паутины. Бывший подрядчик АНБ Эдвард Сноуден описал Five Eyes как «наднациональную разведывательную организацию, не подчиняющуюся известным законам своих стран». Документы, опубликованные Сноуденом в 2013 году, показали, что члены альянса шпионят за гражданами друг друга и обмениваются собранной информацией друг с другом, чтобы обойти ограничительные внутренние правила наблюдения за гражданами.
Несмотря на продолжающиеся споры по поводу методов «Пяти глаз», отношения участников остаются одними из наиболее всеобъемлющих известных шпионских союзов в истории.
Поскольку обрабатываемые данные разведки собираются из нескольких источников, обмен информации не ограничивается радиоэлектронной разведкой (SIGINT) и часто включает в себя военную разведку, а также разведданные, собранные агентурой (HUMINT), и геопространственную разведку (GEOINT).

## Организации
В обмене разведывательными данными участвуют следующие разведывательные организации стран-членов альянса:
| Страна         | Служба                                                | Аббревиатура | Тип разведки                                      |
| -------------- | ----------------------------------------------------- | ------------ | ------------------------------------------------- |
| Австралия      | Секретная разведывательная служба Австралии           | ASIS         | Агентурная разведка (HUMINT)                      |
| Австралия      | Управление радиотехнической обороны                   | ASD          | Радиоэлектронная разведка (SIGINT)                |
| Австралия      | Австралийская служба безопасности и разведки          | ASIO         | Контрразведка (Security intelligence)             |
| Австралия      | Австралийское управление геопространственной разведки | AGO          | Геопространственная разведка (GEOINT)             |
| Австралия      | Управление военной разведки Австралии                 | DIO          | Военная разведка (Defence intelligence)           |
| Канада         | Командование разведки Вооружённых сил Канады          | CFINTCOM     | Военная, геопространственная, агентурная разведка |
| Канада         | Центр безопасности коммуникаций                       | CSE          | Радиоэлектронная разведка                         |
| Канада         | Канадская служба разведки и безопасности              | CSIS         | Агентурная разведка, контрразведка                |
| Канада         | Королевская канадская конная полиция                  | RCMP         | Контрразведка                                     |
| Новая Зеландия | Управление военной разведки и безопасности            | DDIS         | Военная разведка                                  |
| Новая Зеландия | Служба безопасности правительственных коммуникаций    | GCSB         | Радиоэлектронная разведка                         |
| Новая Зеландия | Новозеландская секретная разведывательная служба      | NZSIS        | Агентурная разведка, контрразведка                |
| Великобритания | Военная разведка                                      | DI           | Военная разведка                                  |
| Великобритания | Центр правительственной связи                         | GCHQ         | Радиоэлектронная разведка                         |
| Великобритания | Служба безопасности                                   | MI5          | Контрразведка                                     |
| Великобритания | Секретная разведывательная служба                     | MI6, SIS     | Агентурная разведка                               |
| США            | Центральное разведывательное управление               | CIA          | Агентурная разведка                               |
| США            | Разведывательное управление Министерства обороны США  | DIA          | Военная разведка                                  |
| США            | Федеральное бюро расследований                        | FBI          | Контрразведка                                     |
| США            | Национальное агентство геопространственной разведки   | NGA          | Геопространственная разведка                      |
| США            | Агентство национальной безопасности                   | NSA          | Радиоэлектронная разведка                         |

## Скандалы
CNN процитировал на условиях анонимности официального представителя «Пяти глаз», который выразил обеспокоенность по поводу предполагаемой утечки военной информации по Украине и выделил один их документов с названием «Россия-Украина: битва за Донбасс, вероятно, зайдет в тупик в течение 2023 года». По его мнению, обнародование этой оценки может осложнить достижение выгод для Украины.
24 сентября 2023 г. посол США в Канаде Дэвид Коэн заявил, что альянс предоставил информацию премьер-министру Канады Джастину Трюдо для того, чтобы аргументировать обвинения в возможной причастности индийского правительства к убийству канадца-сикха.